# Ярослав Соукуп
Я́рослав Со́укуп (на чешки: Jaroslav Soukup; 12 юли 1982, Йичин) e чешки биатлонист. Занимава се с биатлон от 1999 г. От 2004 е в националния отбор на Чехия. Бронзов медалист от зимните олимпийски игри в Сочи 2014.